# Adrián Szekeres
Adrián Szekeres (Budapest, 21 aprile 1989) è un ex calciatore ungherese, di ruolo difensore.

## Palmarès

### Club

#### Competizioni nazionali
- Supercoppa d'Ungheria: 2

MTK Budapest: 2008
Videoton: 2012